# Guajás
Os guajá (/ɡwɐˈʒa/), autodenominados Awá (termo que significa "gente", "humano"), ou ainda Awá-guajás, são um grupo indígena brasileiro que habita o noroeste do estado do Maranhão (nas terras indígenas de Caru, Awá, Alto Turiaçu e Araribóia) e o sudeste do estado do Pará (TI Alto Rio Guamá).
A maior parte da população vive em aldeias, mas há grupos vivendo em isolamento voluntário na Amazônia, nas Terras Indígenas (TI) Awá, Caru e Araribóia. São uma das últimas etnias do planeta que ainda vivem como nômades caçadores-coletores e não dependem da agricultura. sem depender da agricultura. São considerados semicontatados, tendo havido contatos com a Fundação Nacional dos Povos Indígenas (Funai) desde 1973, que promoveu a criação de aldeias no intuito de fixá-los em uma região. Entretanto, acredita-se que ainda haja grupos Awá não contatados no sul do Maranhão.

## Denominação
O povo se autodenomina awa, termo que inclui todos os falantes da sua língua, independentemente de onde vivam. O uso do nome composto awa-guajá é uma forma de respeitar a forma como esse povo prefere ser reconhecido atualmente. 
As primeiras menções ao povo awa-guajá datam da década de 1940, com a denominação de guajá, que foi atribuído por não indígenas durante os primeiros contatos com o objetivo de distinguir essa população dos tenetehara (Guajajara), um povo vizinho. No entanto, outras fontes apontam que os indígenas ka'apor teriam sido os primeiros a designá-los de guajá. A nomenclatura guajá esteve presente em documentos produzidos até a década de 1990.
No seu idioma, awa significa "gente", "humano", sendo empregada pelos awa-guajá para se diferenciar de outros tipos de pessoas, em razão de falarem a mesma língua, compartilharem um espaço e um modo de vida, alimentarem-se da mesma forma, respeitam as mesmas regras, etc.
Para os Awa Guajá, existem tipos diferentes de "gente" ou "humanos": pessoas muito próximas entre si, como os residentes de uma mesma aldeia, se chamam de awatea, "gente mesmo" ou "gente de verdade", quando querem se diferenciar dos demais; kamara se refere aos indígenas de outras etnias; karaia são os não-indígenas; mihua  é usado para se referir os awá e outros povos desconhecidos, potencialmente bravos, como os awa-guajá isolados, também chamados de awa ka'apahara ("gente do mato").

## Língua
A língua guajá pertence ao tronco linguístico tupi e ao Ramo VIII da família linguística tupi-guarani, juntamente às linguas caapor, emerillon, oiampi e zoé (línguas tupis setentrionais). O conhecimento da língua portuguesa varia de grupo para grupo, dependendo de seu grau de interação social com a sociedade não indígena. 
São identificadas variantes na língua guajá entre as aldeias em razão de, antes sedentarização, os awa serem organizados em pequenos grupos familiares dispersos em vários territórios, recebendo influências de outras línguas como a dos ka'apor e dos guajajaras. 

## História

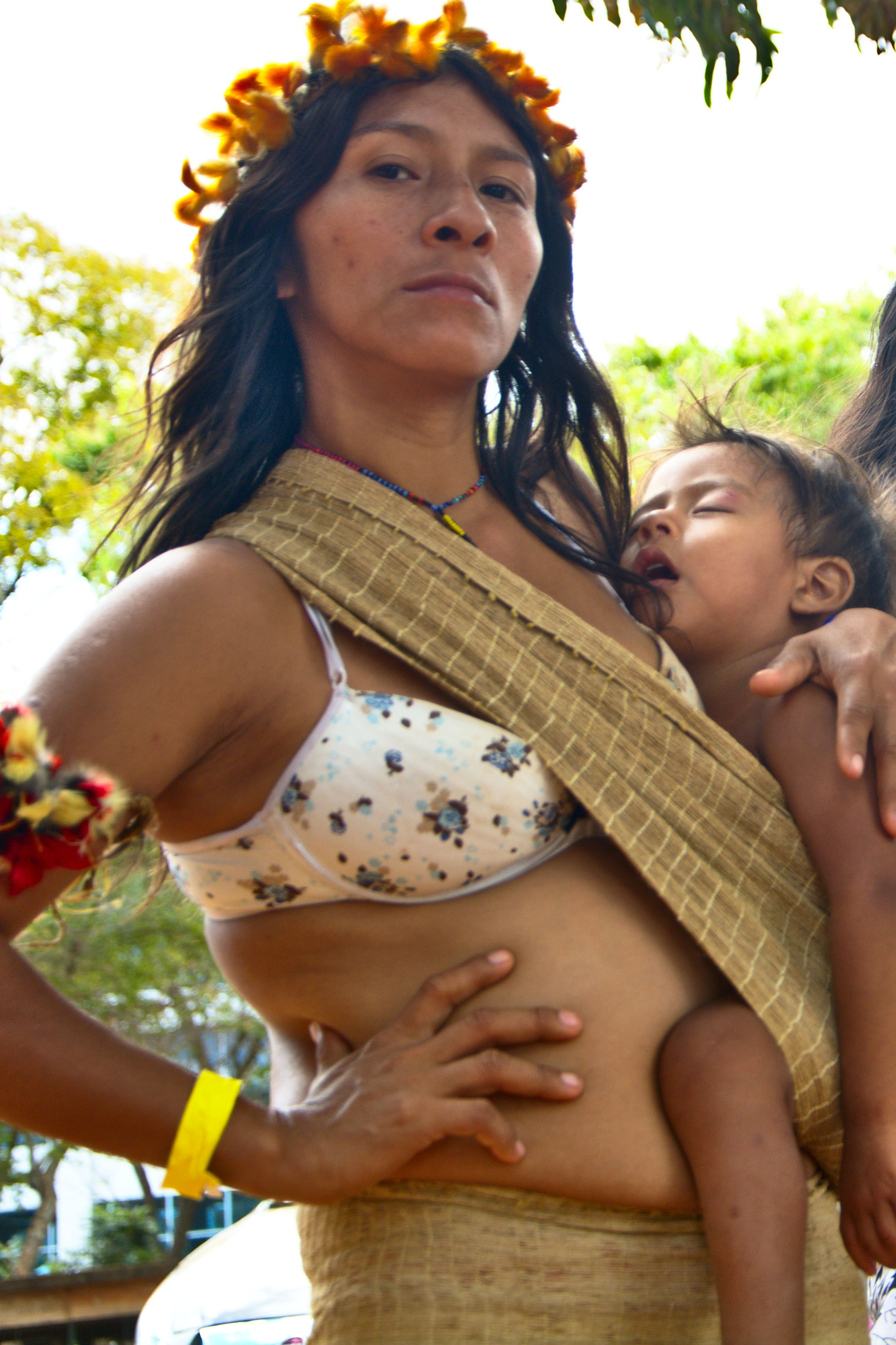
Mulher Awá-Guajá na Marcha das Mulheres Indígenas em Brasília (2019)

Acredita-se que os Awá (Guajá)  sejam originários da região do Baixo Tocantins, onde teriam sido parte de um grupo maior, juntamente com as etnias caapor, tembé e guajajara. Há relatos da presença dos Awá na região desde o século XVII. Com a expansão luso-brasileira sobre essa região, teria havido uma separação entre esses grupos. A  Cabanagem (1835-1840), a escravização indígena e o aumento populacional da região onde viviam provocou a desestabilização dos modos de vida e a migração dos vários povos indígenas para norte, como os Awá. 
Até o século XIX, os povos awa poderiam ser encontrados na porção leste do Pará e provavelmente no final desse século teriam atravessado o rio Gurupi para chegar ao Maranhão. Essa migração teria ocorrido depois dos ka’apor, grupo historicamente inimigo, que também havia migrado para a região do rio Turiaçu.
Estudiosos apontam movimentos migratórios dos awa das áreas de serra da Terra Indígena Arariboia, seu território ancestral, em direção às matas e afluentes da bacia do rio Pindaré, chamado por eles de ’yramãja, o “grande rio”, em razão da chegada de migrantes decorrente da construção da rodovia BR-222, da formação de povoados e municípios a partir da década de 60 e da construção da Estrada de Ferro Carajás, que promoveram a fuga dos awa-guajás e interromperam o fluxo contínuo desse povo, entre as terras que iam da Terra Indígena Araribóia à Terra Indígena Alto Turiaçu.
Oficialmente, o primeiro contato com não índios foi registrado em 1979, quando a política indigenista do governo brasileiro era promover a atração dos grupos classificados como 'arredios', com o objetivo de fixá-los em uma área específica de modo a não só facilitar o atendimento médico e a segurança alimentar do grupo mas também evitar conflitos nas áreas dos  grandes projetos governamentais da época, tais como a Estrada de Ferro Carajás.
Nos anos seguintes, mais seis contatos foram realizados, e deles resultaram a criação de duas aldeias Awá que, juntas, reúnem atualmente 400 índios. Há, porém, outros grupos que, para evitar o contato com as frentes de atração, embrenharam-se cada vez mais na mata. O número de indivíduos nessas condições é impreciso, mas, segundo a Funai, há pelo menos dois grupos familiares que ainda vagam pela região, sob condições de sobrevivência cada vez mais difíceis. A partir dos anos 1980, a política indigenista brasileira mudou e já não visa o aldeamento forçado mas o respeito ao modo de vida tradicional das etnias. Para isso, demarca-se um território suficiente para que possam viver isoladas, se assim o quiserem. "O contato [com os brancos] traz, historicamente, uma média de perda de 50% da população", segundo o chefe da Coordenação Geral de Índios Isolados da Funai, Carlos Travassos.
Apesar de a maior parte da população já viver em aldeias, a floresta continua sendo fundamental no estilo de vida dos awá-guajás, com a caça como elemento central na vida das aldeias, ainda que também pratiquem a agricultura. 

## Cosmologia
A cosmologia awa é dividida entre o eixo céu e terra, assim como para a maioria dos grupos Tupi-Guarani, sendo fundamental para a compreensão de sua visão de mundo. O cosmos atual é compreendido como resultado da separação de um mundo anterior, no qual o céu, a terra e o subterrâneo eram muito próximos, resultando na diferenciação entre os habitantes da terra.
A terra (wya), onde vivem os humanos, é apenas uma pequena parte do universo.
O céu (iwa) é dividido em diversos níveis, sendo habitado pelos mortos e outros seres celestes, como os karawara. Não se sabe quantos os patamares celestes existem sobre a terra. A subida ao céu (ohi iwa pe) pode ser experimentada pelos homens, sobretudo durante o ritual da takaja. Uma vez no céu, é possível subir para mais dois ou três patamares para visitar outras aldeias celestes.
Também há um mundo subterrâneo, igualmente denominado iwa, habitado por uma outra humanidade, sobre a qual os humanos tem pouco conhecimento.
Iwa ("céu"), haripa ("aldeia") e ka’a (“floresta”) são os principais eixos em torno dos quais a vida dos awa-guajá gravita.
A floresta (ka’a) é o local onde os awa sempre viveram e onde está tudo aquilo que conhecem: animais, mel, plantas medicinais, frutos etc, servindo de proteção contra os kamara (“outros indígenas”) e os karaia (“não indígenas”).

### Criação do homem
Maíra, o herói cultural, criou a humanidade. Sozinho no mundo, ele criou a primeira mulher a partir do tronco de uma árvore. Com a primeira gravidez, nascem dois meninos gêmeos, Maíra (um filho homônimo do pai) e Ajỹ ("mucura").
São contadas diversas narrativas de aventuras vividas por esses gêmeos enquanto estavam na terra até partirem para o céu. Enquanto Maíra está associado ao céu, às coisas belas e qualidades morais desejáveis, o outro gêmeo está ligado à terra, às coisas feias e ruins. Os gêmeos são vistos como os precursores da humanidade e deles os awa são descendentes. 

### Karawara
Os karawara são espíritos celestes da cosmologia awa. Embora vivam nos patamares superiores (iwa), mantêm um trânsito constante com a terra, onde vêm em busca de caça, água e mel (e por vezes fogo), produtos essenciais para a vida no céu. Também ajudam os humanos com curas xamânicas quando vêm à terra. São bem adornados com cocares e braceletes
Quando estão na terra, podem assumir a forma de animais e plantas, tendo cada espírito celeste um correspondente animal, vegetal ou mesmo fenômeno da natureza, que seriam como suas extensões terrenas.
Cada karawara é especializado em um tipo de caça: karawara Puhu'ua Jara (gente pipira-de-bico-vermelho) é caçador de macaco-prego; karawara Makaró (gente pomba-galega) é caçador de queixada; karawara Xakara Jara (gente gavião-caracoleiro e gente gavião-de-cauda-curta) é caçador de guariba; karawara Taky Jará (gente tucano-de-bico-preto) se alimenta de bacabas; karawara Waha Jara (gente caranguejo-do-rio) é caçador de veado; e Haira Jara (gente irara ou papa- mel) desce à terra para coletar mel.
Os karawara caçam com arcos, flechas e espingardas de cima das árvores, sem pisar o solo terreno (wype, “na terra”), pois sentem fobia da sujeira terrena. Tem habilidade espantosa e seus equipamentos de caça lançam luzes e raios.
Muitos caçadores awa cantam em suas casas à noite, antes das caçadas, para atrair o karawara (dono do canto) que, durante a caçada, pode entrar no corpo do caçador, aumentar sua eficiência na caçada. Os cantos awa são um aspecto central de sua cultura e para compreender a importância da caça e dos karawara na vida dos awa.
Sem a caça, o mel e a água terrena, os karawara morrem. Dessa forma, o desmatamento e a degradação ambiental podem provocar um desequilíbrio cósmico, com a penúria alimentar dos karawara e dos awa.

### Pessoa
A pessoa humana é constituída por três elementos: ipirera ("corpo" ou “couro”), haitekera ("princípio vital" ou "vitalidade") e ha'aera ("raiva-espectro" ou "alma penada").

### Ritualtakaja
Nos meses do verão, é construído um abrigo ritual semelhante a uma tocaia, chamado de takaja, dentro da qual é realizado um ritual durante a noite, no qual são entoados cantos e invocados os karawara.
A escuridão é necessária para o ritual, porque os karawara só descem à terra na escuridão, pois não gostam da luminosidade terrena.
Nas tocaias rituais, há uma abertura no teto, a partir do qual os xamãs-cantadores awa partem para alcançar iwa, as plataformas celestes, a fim de entrar em contato com os karawara. O ritual da takaja também tem como objetivo aproximar os karawara que vem na terra cantar, dançar e realizar curas xamânicas.
Os homens se ornamentam com braceletes (jamakwa) e cocar (jakỹita), feitos com penas de tucano. No corpo e nos cabelos são afixadas penugens brancas de harpia, gaviões ou urubu-rei, presas com resina cheirosa de dois tipos de breu chamados jawarako e uhuka.  Os awa dizem que o cheiro dessas resinas é o próprio cheiro dos karawara.
Enquanto os homens entoam cantos (janaha) e dançam (panỹ) no interior da takaja, as esposas cantam do lado de fora. As mulheres desempenham papel essencial no ritual, pois seu canto é o único elo que permite a conexão entre o céu a terra, sem o qual dificilmente os homens conseguiriam voltar para casa. Eles não conseguiriam encontrar o caminho de volta, já que atravessam muitos céus e poderiam facilmente se perder nesses mundos.
Através do canto, os homens se comunicam com os karawara que, então, os auxiliam nos rituais de curas. Os homens saem da takaja para cantar do lado de fora, cantam (jã) e sopram (pyy) nos corpos de mulheres e crianças. Esse "calor do céu" (iwa rakuha) soprado em diversas partes do corpo da pessoa pode agir de forma preventiva, fortalecendo o corpo, assim como pode curar uma pessoa doente. 

## Estilo de vida
Os Awá ainda mantêm o estilo de vida tradicional, sobrevivendo da caça e coleta de frutos. Acredita-se que, ao se tornarem nômades, tenham perdido a habilidade da agricultura.  Após o contato com a Funai voltaram a cultivar mandioca, através de um difícil processo de readaptação.
O manejo do alimento é moldado por resquícios de crenças ancestrais. A caça é a principal forma de obtenção de alimentos. É uma atividade de grupo, que envolve também as mulheres e as crianças, que aprendem desde cedo a manejar armas - arcos, flechas e também espingardas. Um estudo de 2009 realizado pelo Instituto de Biociências da USP demonstrou que o número de bugios e macacos-prego abatidos pelos índios estava acima da capacidade de reposição populacional das espécies. O aumento da população indígena e o uso de armas de fogo são causas prováveis do problema. Em 1993 havia 94 pessoas na comunidade Awá. Em 2009, na época do estudo, eram 150. Segundo o biólogo Helbert Medeiros Prado, no final dos anos 1980 havia somente duas armas de fogo na comunidade. Em 2009, cerca de 70 indígenas possuíam armas.

## Conflitos de terras
Os Awá têm sido vítimas constantes de invasão de seu território por pecuaristas, agricultores e madeireiros, com quem entram em conflitos violentos.
Em 2012, a organização Survival International classificou a tribo como a mais ameaçada do mundo.
"A situação da etnia é de vulnerabilidade extrema. É o processo mais próximo do que se pode chamar de genocídio, hoje, no Brasil", segundo o indigenista Carlos Travassos.
Antes do contato com os brancos, os Awá eram mais de mil. Segundo Sarah Shenker, ativista da Survival International, que há 40 anos acompanha a situação dos indígenas no Brasil, com atenção especial aos Awá, "quando a ferrovia atravessou a terra dos Awá, muitos não indígenas massacraram famílias inteiras. Outros morreram de doenças que não existiam quando viviam isolados".
Em 1992, a terra dos Awá foi declarada de posse permanente desse grupo indígena, tendo sido homologada por decreto do presidente Lula em 2005. Foram movidas ações judiciais por proprietários rurais, que foram derrotados. O prazo para desintrusão da área (a retirada dos não índios) já venceu. Cabe agora ao governo federal enviar forças policiais à região  para garantir o cumprimento da ordem judicial e fazer com que a terra seja entregue aos cerca de 400 Awá  que vivem lá. Os ruralistas têm se mobilizado intensamente contra a demarcação de terras indígenas e, em agosto de 2013, levaram à Comissão da Amazônia da Câmara dos Deputados dezenas de pequenos produtores uniformizados de camisetas amarelas com a frase: "Diga não à demarcação da suposta terra indígena Awá-Guajá". Recrutados nas cidades de Zé Doca e São João do Caru, eles viajaram três dias de ônibus até Brasília para participar de uma audiência pública dominada por parlamentares ruralistas.
Em 2019, cerca de 80 indígenas Awá de "recente contato" e indígenas habitantes de mais duas TI ( Caru e Alto Turiaçu), junto a "Frente de Proteção Etnoambiental Awá", criaram estratégias de proteção do território no "I Encontro para Construção do Plano de Ocupação da Terra Indígena Awá" no município de São João do Caru (Maranhão).
O monitoramento terrestre e aéreo que identificam regiões de vulnerabilidade e atividades ilícitas na região são feito pela "Frente de Proteção Etnoambiental Awá", "Coordenação-Geral de Índios Isolados e de Recente Contato" (CGIIRC) e, indígenas das TI Awá, Caru e, do Alto Turiaçu. Existe a campanha global para a proteção das terras dos indígenas isolados que a Survival International e os Guardiões Guajajara que atuam juntos nesta regiões.
Em 2013, cerca de 700 não índios habitavam ilegalmente as terras dos indígenas  Em janeiro de 2014, os ocupantes ilegais já eram 1200, quando o governo brasileiro iniciou a desintrusão  da Terra Indígena Awá-Guajá. Trata-se de uma das maiores operações dessa natureza já empreendidas. A área de 116 mil hectares, destinada aos  Awá desde 1992, está  localizada no noroeste do Maranhão, entre os municípios de Centro Novo do Maranhão, Governador Newton Bello, São João do Caru e Zé Doca, na região Noroeste do Maranhão. A partir de 3 de janeiro, o Exército participa somente com a montagem da base principal, em São João do Caru, que dará apoio logístico aos órgão governamentais responsáveis por executar a desintrusão - ou seja, a retirada de não índios da área. Ali, atividades ilegais, como a extração de madeira, já consumiram mais de 40% da cobertura florestal. Os pequenos agricultores que ocupam as terras e que se enquadrarem nos critérios do Plano Nacional de Reforma Agrária serão reassentados pelo governo federal.

## Ligações Externas
- Acervo Etnográfico Museu do Índio - Awá (Guajá)